# Hürtgenwald
Hürtgenwald – miejscowość i gmina w Niemczech, w kraju związkowym Nadrenia Północna-Westfalia, w rejencji Kolonia, w powiecie Düren. W 2010 roku liczyła 8668 mieszkańców.